# シーピーシー
株式会社シーピーシー（英文社名；CPC Co., Ltd.）は、東京都港区に本社を置く日本の音楽出版社、レコード会社、テレビ番組製作会社、映画製作会社。

## 沿革・概要
2007年2月、武田康二郎が東京都港区赤坂7-6-63 1Fに設立。設立当初は、芸能プロダクションの経営を主たる事業としていたが、その後、テレビ番組や映画の製作、音楽出版へと事業を転換した。また、音楽レーベル「シーピーシーレコード」やボイストレーニングスクール「CPCボーカルスタジオ」も運営している。

## 製作

### CD・アルバム
シーピーシーレコードレーベル
- 湖本恭子「ASAGAO」（2009年11月25日）
- 荒牧陽子「Anytime musix」（2010年1月13日）
- 榎ありさ「東京乙女」（2010年7月7日）
- MiHiRo「ANGEL NIGHT」（2010年8月11日）
- V.A.「memories」（2010年10月6日）
- 進音「SELFATE」（2010年10月6日）
- あべ由紀子「かぼす音頭」（2010年11月3日）
- タイラヨオ「イキYO!YO!と生きよう」（2010年11月3日）
- あべみずほ「湘南 LOVE ROAD」（2011年2月9日）
- 礼奈「黒い炎」（2011年3月2日）
- あべ由紀子「心雨」（2011年3月2日）
- 服部名々子「TABOO」（2011年6月8日）
- 進音「ボクラノウタ」（2011年8月3日）
- 天音美広「泣月」（2011年12月7日）
- V.A.「ライブシーンを彩る女神たち」（2012年4月4日）

### テレビ番組
- 恋するソウル（テレビ東京）
- 芸人たちの休日（TOKYO MX）
- BS11開局1周年ドラマ「あたしたちの桃色日記」（BS11）
- 美肌温泉2009～紀州・和歌山篇～
- 美肌温泉2010～群馬篇～
- 笑って泣いて夢万歳
- ラーメンだ！丼だ！（サンテレビ）

### 映画
- オーバーヒート（2007年10月6日、主演:渡辺大・前田亜季）
- Vシネマ「小悪魔蝶々～嬢王への道～」（2009年3月25日、主演:手島優、監督:吉行由実）
- 怪談 牡丹灯籠 もっともっと愛されたかった（2008年5月21日、主演:大沢樹生）
- Vシネマ「梨元勝の芸能暗黒都市伝説」（2008年8月25日、主演:宝月ひかる）
- Vシネマ「ビタミンLOVE みずか」（2010年12月17日、主演:明日花キララ、監督:吉行由実）

## かつて所属していたタレント
| タレント - アイハラミホ。 - 上加あむ（別名：Amu） - 泉明日香 - 榎ありさ - 北地紗雪 - 相馬有紀実 - ちかげ - 延山未来 - 時をかける少年笑女 - 上村梨紗 - 村川麻衣 - 森久美子 | モデル ソレイユ大阪 - 上加あむ - 泉明日香 - 橘李々 - 延山未来 ソレイユ東京 - aya - kahoru - karin - shiori - seira - mami - misaki - minami - yuna - yuriko - saki - meisen - yuji | アーティスト - Ki-G - 榎ありさ - 愛-kanashi- - 湖本恭子 |